# 2007 في كازاخستان
فيما يلي قوائم الأحداث التي وقعت خلال عام 2007 في كازاخستان.

## رياضة
- 1 يناير – دوري كازاخستان الممتاز 2007 الفائز نادي آكتوبه.

## أفلام
من الأفلام التي صدرت هذه السنة في كازاخستان:
- 1 يناير – المغول من إخراج سيرجي بودروف.

## وفيات

### ديسمبر
- 29 ديسمبر – سيرجي كفاتشكين (مواليد 1938) لاعب كرة قدم روسي.